# Villa des Horaz
Die Villa des Horaz ist ein römisches Landhaus und eine Ausgrabungsstätte in den Sabiner Bergen (daher auch Sabinum genannt) in der Nähe der heutigen Stadt Licenza in der italienischen Metropolitanstadt Rom. Der Dichter Horaz bekam das Haus in den 30er Jahren des ersten Jahrhunderts v. Chr. von seinem Gönner Maecenas geschenkt. Damals gehörte es zur augusteischen Regio IV unweit der Latinerstadt Tibur. Horaz verarbeitete es thematisch in seiner Dichtung und widmete ihm mehrere kleinere Werke.
Da Horaz über sein Sabinum häufig und ausführlich berichtete, hatte dessen Erforschung nicht nur Bedeutung für die Archäologie und zusammen mit seinen Beschreibungen für die Sozialgeschichte des Dichters, sondern diente auch zum besseren Verständnis des Sabinums als Symbol für die philosophischen Ansichten des Dichters.

## Entdeckung und Lage

### Lage bei Horaz
In seinen Oden und Episteln beschrieb Horaz die Lage seines Landhauses ausführlich. Das Sabinum lag in einem zurückgezogenen Tal zwischen zwei Gebirgszügen der Sabinerberge, die sich von Nord nach Süd in einem Seitental parallel zu einer größeren Verbindungsstraße, der Via Valeria, zogen. Auf welcher Höhe das Landhaus stand ist umstritten, da Horaz selbst beschrieb, dass sich über diesem ein kleiner Hain befand. Da das super in Horaz Beschreibung sowohl als „darüber“ als auch „darüber hinaus“ übersetzt werden kann, entstand ein Dissens darüber, ob über dem Sabinum ein realer Hain existierte oder ob sich Horaz über das Beschriebene hinaus einen solchen Hain gewünscht hätte. Das Haus lag weiterhin an einer Trinkwasserquelle, die Horaz Bandusia nannte und die möglicherweise für einen Nebenarm des Baches Digentia sorgte. Außerdem gab es in der Nähe einen Tempel der Vacuna, den klaren Echohang Ustica und den Berg Lucretilis. Die Beschreibung des Klimas trägt typische Züge eines locus amoenus. Das Haus lag im kühlen Waldschatten und war im Sommer wohl temperiert, die Winter waren lau. Allerdings schwankt die klimatische Beschreibung des Horaz je nach Gedicht. Das Einheizen auf dem Sabinum verstand er z. B. oft als Behaglichkeit in der Kälte eines strengen Winters, zumal wenn das Umland vom Frost schwer in Mitleidenschaft gezogen wurde. Ernst Schmidt errechnete aus den Angaben von Agrarschriftstellern und Horazens Angaben über seine Sklaven und Pächter die Gesamtfläche eines Mischbetriebs auf etwa 321 iugera (ca. 81 Hektar) und klassifizierte das Gut als einen mittelgroßen Betrieb.

### Erforschung in der Neuzeit

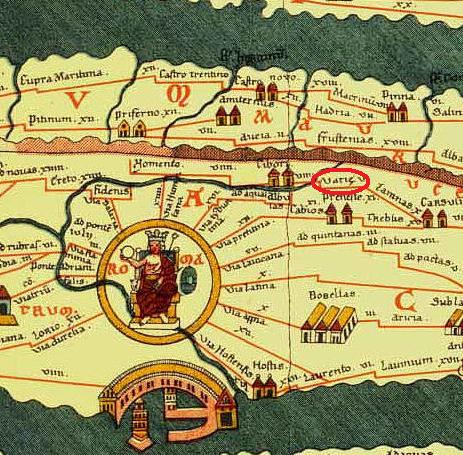
Der Ort Varia (Vicovaro) markiert, unweit der Stadt Tibur auf der Tabula Peutingeriana, 12./13. Jahrhundert

Von der Mitte des 16. bis ins 18. Jahrhundert interessierten sich deutsche und italienische Humanisten verstärkt für die Biographie des Horaz und die Geschichte seines Landhauses, dessen Lage und Aussehen sie nach ausführlichen Beschreibungen des Dichters und seiner Vita zu rekonstruieren versuchten. Der römische Biograph und Archivar Sueton gab in der knappen Vita des Dichters den Platz auf die Nähe der alten Latinerstadt Tibur an, was in der augusteischen Regio IV den unteren, südlichen Teil des Sabinerlands meinte. Auf Grund der alten Straße, der Via Valeria, ist das Dorf Varia näher zu bestimmen, wo die horazischen Pächter ihre Waren absetzten. Die Tabula Peutingeriana, eine mittelalterliche Abschrift einer spätantiken Weltkarte aus dem 4. Jahrhundert, zeigte den Ort an der Straße, der sich etwa den achten Meilenstein vor Tibur befand.
Die ersten neuzeitlichen Überlegungen, wo Horaz’ Landhaus zu lokalisieren sei, stammten vom Historiker und Geographen Flavio Biondo in seiner Italia Illustrata von 1474, spätere Darstellungen gründeten sich auf die Lokalisierung des Geographen Philipp Clüver in seiner Italia Antiqua (1624). Die Identifizierungen von horazischen Ortsnamen und geographischen Bezeichnungen war jedoch bei beiden Gelehrten wenig kohärent und ungenau, sodass es nach Clüver weitere zehn Jahre brauchte, bis der Geograph Lukas Holste zusätzlich zum Ort Varia den dort in den Aniene mündenden Bach als Digentia identifizieren konnte. Es folgten durch Messungen weitere Bestimmungen der Ortsnamen, wie der Mons Lucretilis als Monte Gennaro. Bis auf topographische Studien blieb der Ort des Sabinums nach Holste jedoch wieder über ein Jahrhundert lang ohne Interesse für die Forschung. Im Jahr 1761 konnte die Villa schließlich exakt lokalisiert werden, wobei auf Grundlage der Arbeiten von Holste ein Streit unter den zwei Äbten Domenico de Sanctis und Bertrand Capmartin de Chaupy ausbrach. Beide hatten mit dem Fund der Mauerreste oberhalb der Bandusiaquelle das Haus im Flurstück Vigne di St. Pietro entdeckt, wo den antiken Grundmauern die mittelalterliche Kirche Ss. Pietro e Marcellino aufgesetzt worden war.

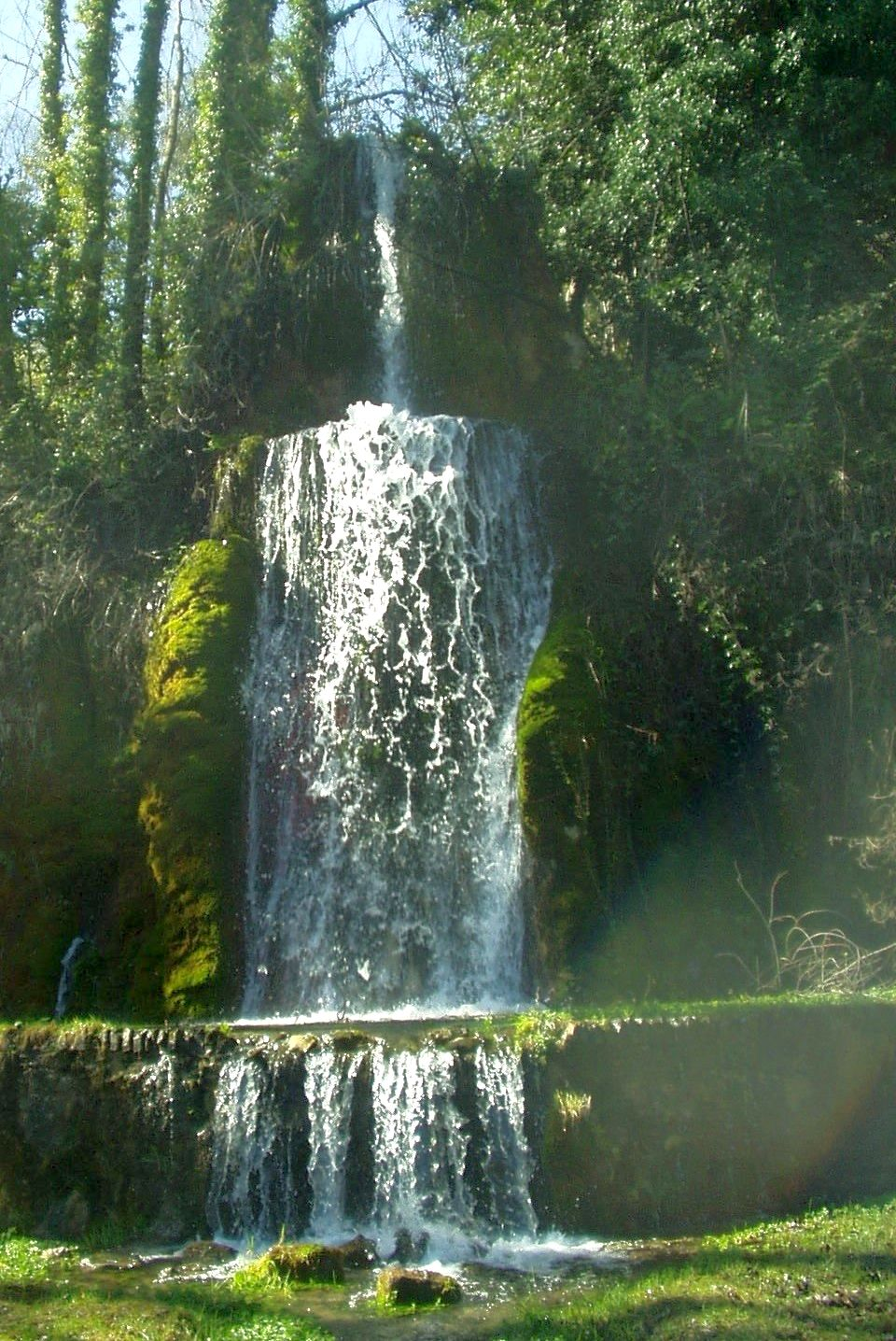
Bandusiaquelle oberhalb des Sabinums nahe dem heutigen Dorf Mandela

Durch die Lage inmitten anderer Villen und Betriebe und einem ausgedehnten Straßensystem, das das Tal auch abseits der Via Valeria durchzog, ist davon auszugehen, dass Horaz’ Sabinum in abgeschiedener Lage nicht so einsam war, wie es Dichter in seinen Beschreibungen gern gehabt hätte. Verschiedene Hypothesen und Zweifel an der Lokalisierung de Sanctis’ und de Chaupys, so u. a., dass die Bandusiaquelle aus einer mittelalterlichen Schenkungsurkunde an Papst Paschalis II. bei Venusia, Horazens Heimatstadt gelegen haben soll, haben sich nicht durchgesetzt. Ernst Schmidt argumentierte, dass die Ode, in der die Quelle mit der poetischen Leseerfahrung des Dichters auch von ihm selbst nach einem Ort seiner Jugend benannt worden sein konnte.

## Archäologische Ausgrabungen am Sabinum
Seit dem Jahr 1911 interessierten sich italienische Archäologen für die genaue Erschließung des Hauses unter der ehemaligen Kirche. Der Archäologe Angelo Pasqui leitete von 1911 bis 1914 eine erste Ausgrabung, fortgeführt wurde sie nach seinem Tod von seinem Kollegen Giuseppe Lugli. Lugli und Thomas D. Price begannen 1930 eine dritte Ausgrabung, deren Ergebnisse sie in der Schrift Horace’s Sabine Farm herausgaben. Eine weitere Untersuchung von Price erschien 1932 unter dem Titel A Restoration of Horace’s Sabine Villa. Eine Ausgrabung von 1997 bis 2001 fußt weitestgehend auf Luglis und Prices Beschreibungen. Sie geben den heutigen Zustand des Hauses wieder, wie er bei Vicovaro besichtigt werden kann.

## Beschreibung der Villa

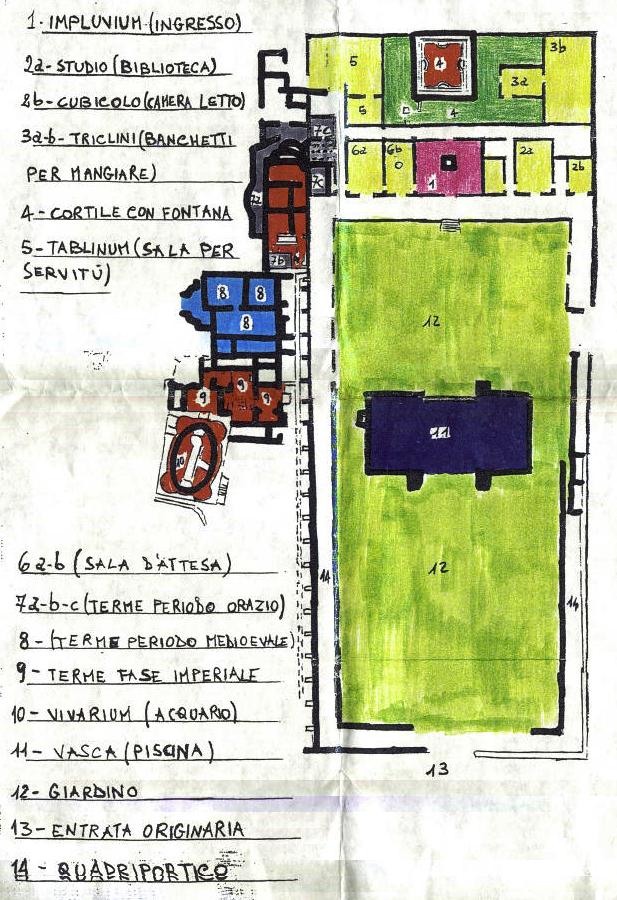
Grundriss des Sabinums, Stand April 1993

Die ausgegrabene Villa umfasst die Grundmauern eines Hauses auf einer Fläche von 2,75 km², allein 1,25 km² entfallen davon auf die Gartenanlage mit einem Wandelgang. Der Grundriss ist weitgehend rechteckig und axial leicht von Nordwest nach Südost gezogen. Der Garten fällt nach Süden hin ab. Er war als Xystus, als bepflanzte Terrasse, gestaltet und hatte in der Mitte einen großen Fischteich (piscina). Der Wandelgang war eine Cryptoporticus mit Durchbrüchen zu dem inneren Garten. Die Gartenform entsprach nicht jener der gewöhnlichen Peristylvillen, welche wohlhabende Römer an beliebten Plätzen für ausgedehnte Villenanlagen errichteten. Dafür war sie zu geschlossen. Im höhergelegenen nördlichen Teil des Hauses befand sich der Wohntrakt, von dem der Besitzer Aussicht auf die Berge des Licenzatals hatte. Die Villa besaß keine Substruktionen, obwohl die Anhöhe, auf der sie stand (415 m über NN), etwas begradigt wurde.
Der ganze Wohntrakt  war zusätzlich zur Cryptoporticus nach Norden durch einen weiteren Flur getrennt. Dadurch ergab sich ein nördliches Wohnquartier mit großem Atrium und Triklinium, das an dem südlicheren Flur anlag und ein kleiner Wohnteil mit kleinerem Atrium, der an der Cryptoporticus anlag. Das Triklinium im Nordwohnteil war zweigeteilt in großes Winter- und kleines Sommertriklinium, die im äußersten Nordosten des Hauses lagen. Das kleinere Triklinium war ein Durchgangsraum. Der südliche Wohnteil enthält auf der Ostseite das zweigeteilte Schlafgemach des Dichters, im Westen mehrere Zimmer und Kammern, eventuell für die Sklaven gedacht. Der Wohntrakt war zweistöckig.
Die Mauern bestehen aus regelmäßigem Opus reticulatum, der Fußboden aus Opus sectile mit einfachen quadratischen Formen. Die Wandfresken enthalten symposiastische Szenen, u. a. einen nackten Bacchus. Sie befinden sich heute im Antiquarium von Licenza.
Horaz hat die Villa erhalten, nicht aber erbaut oder erweitert. Durch die Vorwürfe, die er sich in Satire 2,3 machen lässt, er würde Maecenas nachahmen ist jedoch bekannt, dass er zumindest Umbauten am Haus vorgenommen hat. Im Nordwesten schließen Thermen an, die zwar der am besten erhaltene Teil des Hauses sind, allerdings mit der Errichtung der Kirche seit dem zweiten Jahrhundert stark umgebaut wurden, spätestens aber seit dem achten Jahrhundert.